# Велике кільце
Велике кільце — кільцеподібна великомасштабна структура, утворена галактиками та скупченнями галактик діаметром 1,3 мільярда світлових років. Знаходиться в районі сузір'я Волопас. Його відкрила в 2024 році Алексія Лопес, аспірантка Університету Центрального Ланкаширу. У 2021 році вона виявила Гігантську дугу, — іншу подібну структуру.